# Serguéi Melgunov
Serguéi Petróvich Melgunov (en ruso Сергей Петрович Мельгунов, nacido el 24 o 25 de diciembre de 1879 en Moscú y muerto el 26 de mayo de 1956 en París) fue un historiador, publicista y político ruso conocido por su oposición al  Gobierno bolchevique y sus numerosos trabajos sobre la Revolución rusa y la Guerra civil rusa. 

## Semblanza biográfica
Melgunov nació en el seno de una antigua familia aristocrática. Su madre era polaca, de soltera Gruszecka. Después de graduarse de la Universidad de Moscú en 1904, comenzó su carrera política y académica en el Imperio ruso. Se convirtió en miembro del Partido Democrático Constitucional Ruso ("kadetes") en 1906, y se unió al Partido Socialista Popular en 1907. En 1911, Melgunov estableció una editorial, Zadruga ("Задруга"), donde publicó más de 500 libros y una revista, Голос минувшего, Golos minúvshego ("La voz del pasado"). Después de la Revolución bolchevique de octubre de 1917, se convirtió en un oponente activo del gobierno de Lenin y se unió a la Unión por la Regeneración de Rusia, que abogaba por un derrocamiento armado del régimen bolchevique.
Fue arrestado y condenado a muerte en 1919, luego indultado, con la pena conmutada por prisión. Fue liberado en 1921 y obligado a exiliarse en 1922. Melgunov finalmente se instaló en París, donde continuó su investigación histórica y editó varias revistas de emigrados. Su libro más famoso es Terror rojo en Rusia (ruso: Красный террор в России) publicado en 1924. El historiador Robert Gellately describe el estudio pionero de Melgunov sobre el Terror rojo como "un relato detallado e impactante" que "ha sido confirmado por revelaciones recientes del archivos rusos y por historiadores".

## Obra
- S.P. Melgunov. «"Red Terror" in Russia 1918 – 1923», 2nd Edition, Berlin, 1924 (en inglés)
- С. П. Мельгунов «Красный террор в России» - S.P. Melgunov. «Terror rojo en Rusia». Nueva York: BRANDY Publishing, 1979 ISBN 0-935874-00-3 (en ruso)
- Melgunov, Serge Petrovich (1975). Красный террор в России [Red Terror in Russia]. Hyperion Pr. ISBN 0-88355-187-X.